# Nagroda Stowarzyszenia Nowojorskich Krytyków Filmowych dla najlepszego aktora
Nagroda Stowarzyszenia Nowojorskich Krytyków Filmowych dla najlepszego aktora (ang. New York Film Critics Circle Award for Best Actor) – nagroda filmowa przyznawana corocznie, począwszy od 1935 (wyjątkiem był rok 1962, kiedy to z uwagi na strajk prasowy, gala nie odbyła się), przez Stowarzyszenie Nowojorskich Krytyków Filmowych (NYFCC) za najlepszą pierwszoplanową rolę męską.

## Laureaci

### Lata 30.
| Rok  | Zdjęcie          | Laureat          | Film                            | Rola                                             | Źr    |
| ---- | ---------------- | ---------------- | ------------------------------- | ------------------------------------------------ | ----- |
| 1935 | Charles Laughton | Charles Laughton | Bunt na Bounty Arcylokaj        | oficer marynarki William Bligh Marmaduke Ruggles | [ 3 ] |
| 1936 | Walter Huston    | Walter Huston    | Dodsworth                       | Sam Dodsworth                                    | [ 4 ] |
| 1937 | Paul Muni        | Paul Muni        | Życie Emila Zoli                | Émile Zola                                       | [ 5 ] |
| 1938 | James Cagney     | James Cagney     | Aniołowie o brudnych twarzach   | William „Rocky” Sullivan                         | [ 6 ] |
| 1939 | James Stewart    | James Stewart    | Pan Smith jedzie do Waszyngtonu | Jefferson „Jeff” Smith                           | [ 7 ] |

### Lata 40.
| Rok  | Zdjęcie            | Laureat            | Film                                     | Rola                                         | Źr     |
| ---- | ------------------ | ------------------ | ---------------------------------------- | -------------------------------------------- | ------ |
| 1940 | Charlie Chaplin    | Charlie Chaplin    | Dyktator                                 | Adenoid Hynkel / fryzjer                     | [ 8 ]  |
| 1941 | Gary Cooper        | Gary Cooper        | Sierżant York                            | sierżant Alvin York                          | [ 9 ]  |
| 1942 | James Cagney       | James Cagney       | Yankee Doodle Dandy                      | George M. Cohan                              | [ 10 ] |
| 1943 | Paul Lukas         | Paul Lukas         | Straż nad Renem                          | Kurt Muller                                  | [ 11 ] |
| 1944 | Barry Fitzgerald   | Barry Fitzgerald   | Idąc moją drogą                          | ojciec Fitzgibbon                            | [ 12 ] |
| 1945 | Ray Milland        | Ray Milland        | Stracony weekend                         | Don Birnam                                   | [ 13 ] |
| 1946 | Laurence Olivier   | Laurence Olivier   | Henryk V                                 | Henryk V Lancaster                           | [ 14 ] |
| 1947 | William Powell     | William Powell     | Życie z ojcem The Senator Was Indiscreet | Clarence Day senior senator Melvin G. Ashton | [ 15 ] |
| 1948 | Laurence Olivier   | Laurence Olivier   | Hamlet                                   | Hamlet                                       | [ 16 ] |
| 1949 | Broderick Crawford | Broderick Crawford | Gubernator                               | Willie Stark                                 | [ 17 ] |

### Lata 50.
| Rok  | Zdjęcie          | Laureat          | Film                | Rola                         | Źr     |
| ---- | ---------------- | ---------------- | ------------------- | ---------------------------- | ------ |
| 1950 | Gregory Peck     | Gregory Peck     | Z jasnego nieba     | generał brygady Frank Savage | [ 18 ] |
| 1951 | Arthur Kennedy   | Arthur Kennedy   | Bright Victory      | Larry Nevins                 | [ 19 ] |
| 1952 | Ralph Richardson | Ralph Richardson | Bariera dźwięku     | John Ridgefield              | [ 20 ] |
| 1953 | Burt Lancaster   | Burt Lancaster   | Stąd do wieczności  | sierżant Milton Warden       | [ 21 ] |
| 1954 | Marlon Brando    | Marlon Brando    | Na nabrzeżach       | Terry Malloy                 | [ 22 ] |
| 1955 | Ernest Borgnine  | Ernest Borgnine  | Marty               | Marty Piletti                | [ 23 ] |
| 1956 | Kirk Douglas     | Kirk Douglas     | Pasja życia         | Vincent van Gogh             | [ 24 ] |
| 1957 | Alec Guinness    | Alec Guinness    | Most na rzece Kwai  | podpułkownik Nicholson       | [ 25 ] |
| 1958 | David Niven      | David Niven      | Osobne stoliki      | major David Angus Pollock    | [ 26 ] |
| 1959 | James Stewart    | James Stewart    | Anatomia morderstwa | Paul Biegler                 | [ 27 ] |

### Lata 60.
| Rok  | Zdjęcie           | Laureat           | Film                     | Rola                        | Źr     |
| ---- | ----------------- | ----------------- | ------------------------ | --------------------------- | ------ |
| 1960 | Burt Lancaster    | Burt Lancaster    | Elmer Gantry             | Elmer Gantry                | [ 28 ] |
| 1961 | Maximilian Schell | Maximilian Schell | Wyrok w Norymberdze      | Hans Rolfe                  | [ 29 ] |
| 1962 | –                 | –                 | nie przyznano            | –                           | [ 1 ]  |
| 1963 | Albert Finney     | Albert Finney     | Przygody Toma Jonesa     | Tom Jones                   | [ 30 ] |
| 1964 | Rex Harrison      | Rex Harrison      | My Fair Lady             | Henry Higgins               | [ 31 ] |
| 1965 | Oskar Werner      | Oskar Werner      | Statek szaleńców         | Willie Schumann             | [ 32 ] |
| 1966 | Paul Scofield     | Paul Scofield     | Oto jest głowa zdrajcy   | Tomasz More                 | [ 33 ] |
| 1967 | Rod Steiger       | Rod Steiger       | W upalną noc             | szef policji Bill Gillespie | [ 34 ] |
| 1968 | Alan Arkin        | Alan Arkin        | Serce to samotny myśliwy | John Singer                 | [ 35 ] |
| 1969 | John Voight       | Jon Voight        | Nocny kowboj             | Joe Buck                    | [ 36 ] |

### Lata 70.
| Rok  | Zdjęcie          | Laureat          | Film                       | Rola                                                | Źr     |
| ---- | ---------------- | ---------------- | -------------------------- | --------------------------------------------------- | ------ |
| 1970 | George C. Scott  | George C. Scott  | Patton                     | generał George Patton                               | [ 37 ] |
| 1971 | Gene Hackman     | Gene Hackman     | Francuski łącznik          | Jimmy „Popeye” Doyle                                | [ 38 ] |
| 1972 | Laurence Olivier | Laurence Olivier | Detektyw                   | Andrew Wyke                                         | [ 39 ] |
| 1973 | Marlon Brando    | Marlon Brando    | Ostatnie tango w Paryżu    | Paul                                                | [ 40 ] |
| 1974 | Jack Nicholson   | Jack Nicholson   | Chinatown Ostatnie zadanie | detektyw J.J. „Jake” Gittes Billy „Badass” Buddusky | [ 41 ] |
| 1975 | Jack Nicholson   | Jack Nicholson   | Lot nad kukułczym gniazdem | Randle Patrick McMurphy                             | [ 42 ] |
| 1976 | Robert De Niro   | Robert De Niro   | Taksówkarz                 | Travis Bickle                                       | [ 43 ] |
| 1977 | John Gielgud     | John Gielgud     | Opatrzność                 | Clive Langham                                       | [ 44 ] |
| 1978 | John Voight      | Jon Voight       | Powrót do domu             | Luke Martin                                         | [ 45 ] |
| 1979 | Dustin Hoffman   | Dustin Hoffman   | Sprawa Kramerów            | Ted Kramer                                          | [ 46 ] |

### Lata 80.
| Rok  | Zdjęcie          | Laureat          | Film                                    | Rola                                       | Źr     |
| ---- | ---------------- | ---------------- | --------------------------------------- | ------------------------------------------ | ------ |
| 1980 | Robert De Niro   | Robert De Niro   | Wściekły Byk                            | Jake LaMotta                               | [ 47 ] |
| 1981 | Burt Lancaster   | Burt Lancaster   | Atlantic City                           | Lou Pascal                                 | [ 48 ] |
| 1982 | Ben Kingsley     | Ben Kingsley     | Gandhi                                  | Mahatma Gandhi                             | [ 49 ] |
| 1983 | Robert Duvall    | Robert Duvall    | Pod czułą kontrolą                      | Mac Sledge                                 | [ 50 ] |
| 1984 | Steve Martin     | Steve Martin     | Dwoje we mnie                           | Roger Cobb                                 | [ 51 ] |
| 1985 | Jack Nicholson   | Jack Nicholson   | Honor Prizzich                          | Charley Partanna                           | [ 52 ] |
| 1986 | Bob Hoskins      | Bob Hoskins      | Mona Lisa                               | George Mortwell                            | [ 53 ] |
| 1987 | Jack Nicholson   | Jack Nicholson   | Telepasja Chwasty Czarownice z Eastwick | Bill Rorich Francis Phelan Daryl Van Horne | [ 54 ] |
| 1988 | Jeremy Irons     | Jeremy Irons     | Nierozłączni                            | Beverly Mantle / Elliot Mantle             | [ 55 ] |
| 1989 | Daniel Day-Lewis | Daniel Day-Lewis | Moja lewa stopa                         | Christy Brown                              | [ 56 ] |

### Lata 90.
| Rok  | Zdjęcie           | Laureat            | Film                           | Rola                      | Źr     |
| ---- | ----------------- | ------------------ | ------------------------------ | ------------------------- | ------ |
| 1990 | Robert De Niro    | Robert De Niro     | Przebudzenia Chłopcy z ferajny | Leonard Lowe James Conway | [ 57 ] |
| 1991 | Anthony Hopkins   | Anthony Hopkins    | Milczenie owiec                | doktor Hannibal Lecter    | [ 58 ] |
| 1992 | Denzel Washington | Denzel Washington  | Malcolm X                      | Malcolm X                 | [ 59 ] |
| 1993 | David Thewlis     | David Thewlis      | Nadzy                          | Johnny                    | [ 60 ] |
| 1994 | Paul Newman       | Paul Newman        | Naiwniak                       | Donald „Sully” Sullivan   | [ 61 ] |
| 1995 | Nicolas Cage      | Nicolas Cage       | Zostawić Las Vegas             | Ben Sanderson             | [ 62 ] |
| 1996 | Geoffrey Rush     | Geoffrey Rush      | Blask                          | David Helfgott            | [ 63 ] |
| 1997 | Peter Fonda       | Peter Fonda        | Złoto Uleego                   | Ulysses „Ulee” Jackson    | [ 64 ] |
| 1998 | Nick Nolte        | Nick Nolte         | Prywatne piekło                | Wade Whitehouse           | [ 65 ] |
| 1999 | –                 | Richard Farnsworth | Prosta historia                | Alvin Straight            | [ 66 ] |

### Lata 2000.
| Rok  | Zdjęcie          | Laureat          | Film                            | Rola                 | Źr     |
| ---- | ---------------- | ---------------- | ------------------------------- | -------------------- | ------ |
| 2000 | Tom Hanks        | Tom Hanks        | Cast Away: Poza światem         | Chuck Noland         | [ 67 ] |
| 2001 | Tom Wilkinson    | Tom Wilkinson    | Za drzwiami sypialni            | Matt Fowler          | [ 68 ] |
| 2002 | Daniel Day-Lewis | Daniel Day-Lewis | Gangi Nowego Jorku              | William Cutting      | [ 69 ] |
| 2003 | Bill Murray      | Bill Murray      | Między słowami                  | Bob Harris           | [ 70 ] |
| 2004 | Paul Giamatti    | Paul Giamatti    | Bezdroża                        | Miles Raymond        | [ 71 ] |
| 2005 | Heath Ledger     | Heath Ledger     | Tajemnica Brokeback Mountain    | Ennis Del Mar        | [ 72 ] |
| 2006 | Forest Whitaker  | Forest Whitaker  | Ostatni król Szkocji            | Idi Amin             | [ 73 ] |
| 2007 | Daniel Day-Lewis | Daniel Day-Lewis | Aż poleje się krew              | Daniel Plainview     | [ 74 ] |
| 2008 | Sean Penn        | Sean Penn        | Obywatel Milk                   | Harvey Milk          | [ 75 ] |
| 2009 | George Clooney   | George Clooney   | Fantastyczny pan Lis W chmurach | pan lis Ryan Bingham | [ 76 ] |

### Lata 2010.
| Rok  | Zdjęcie           | Laureat           | Film                   | Rola                    | Źr     |
| ---- | ----------------- | ----------------- | ---------------------- | ----------------------- | ------ |
| 2010 | Colin Firth       | Colin Firth       | Jak zostać królem      | Jerzy VI Windsor        | [ 77 ] |
| 2011 | Brad Pitt         | Brad Pitt         | Moneyball Drzewo życia | Billy Beane pan O’Brien | [ 78 ] |
| 2012 | Daniel Day-Lewis  | Daniel Day-Lewis  | Lincoln                | Abraham Lincoln         | [ 79 ] |
| 2013 | Robert Retford    | Robert Redford    | Wszystko stracone      | żeglarz                 | [ 80 ] |
| 2014 | Timothy Spall     | Timothy Spall     | Pan Turner             | William Turner          | [ 81 ] |
| 2015 | Michael Keaton    | Michael Keaton    | Spotlight              | Walter „Robby” Robinson | [ 82 ] |
| 2016 | Casey Affleck     | Casey Affleck     | Manchester by the Sea  | Lee Chandler            | [ 83 ] |
| 2017 | Timothée Chalamet | Timothée Chalamet | Tamte dni, tamte noce  | Elio Perlman            | [ 84 ] |
| 2018 | Ethan Hawke       | Ethan Hawke       | Pierwszy reformowany   | wielebny Ernst Toller   | [ 85 ] |
| 2019 | Antonio Banderas  | Antonio Banderas  | Ból i blask            | Salvador Mallo          | [ 86 ] |

### Lata 2020.
| Rok  | Zdjęcie              | Laureat              | Film                 | Rola                      | Źr     |
| ---- | -------------------- | -------------------- | -------------------- | ------------------------- | ------ |
| 2020 | Delroy Lindo         | Delroy Lindo         | Pięciu braci         | Paul                      | [ 87 ] |
| 2021 | Benedict Cumberbatch | Benedict Cumberbatch | Psie pazury          | Phil Burbank              | [ 88 ] |
| 2022 | Colin Farrell        | Colin Farrell        | Yang Duchy Inisherin | Jake Pádraic Súilleabháin | [ 89 ] |
| 2023 | Franz Rogowski       | Franz Rogowski       | Przejścia            | Tomas Freiburg            | [ 90 ] |
| 2024 | Adrien Brody         | Adrien Brody         | The Brutalist        | László Tóth               | [ 91 ] |